# Seznamovací vagón

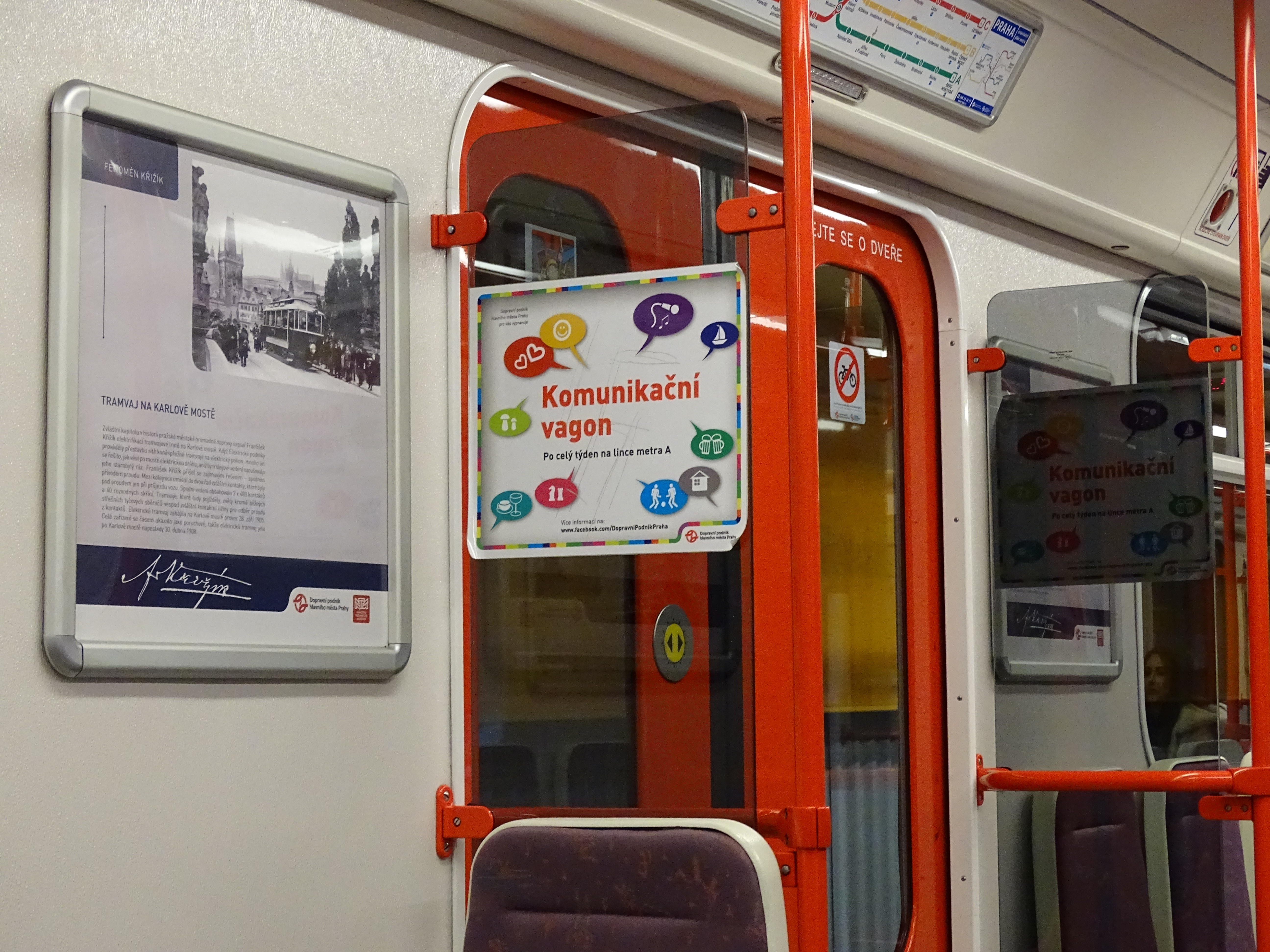
Komunikační vagon v roce 2016

Seznamovací vagón byl podle společného záměru organizace ROPID a Dopravního podniku hl. m. Prahy z května 2013 marketingový název pro speciálně vyhrazené vozy pražského metra, v nichž cestující měli mít možnost seznámit se a případně navázat vztahy. Později byl záměr zredukován (podle marketingové zprávy rozšířen) na komunikační vagón. Původně mělo jít o poslední vozy všech souprav, podle tiskových zpráv z 8. listopadu 2013 měly být seznamovacími vozy od 9. listopadu 2013 každou sobotu všechny prostřední vozy všech souprav na lince A pražského metra. Protože však tyto vozy nebyly nijak označeny, v atmosféře ve vozech se tato marketingová akce nijak neprojevila a celá akce vyšuměla do ztracena a její iniciátoři se od ní distancovali. V lednu 2015 se Dopravní podnik hl. m. Prahy pokusil na akci navázat tím, že za komunikační vagón prohlásil jeden prostřední vůz v jedné soupravě na lince A, který je v provozu po celý týden a je v něm umístěna a jednou měsíčně obměňována sada zábavně-naučných propagačních panelů, tzv. vizuálů, na určité téma. Jízdní řád tohoto vozu DPP zveřejňuje na svém webu. 

## Ohlášení záměru vozů pro nezadané
17. května 2013 média oznámila, že budou všechny poslední vozy metra na všech trasách vyhrazeny pro nezadané muže a ženy, aby se mohli lépe seznámit a navázat vztah. Zbývalo prý již jen provést průzkum, jestli se takový nápad cestujícím bude líbit a zda by tuto možnost využívali. V článku iDnes.cz to jako společný záměr  organizace ROPID a Dopravního podniku hl. m. Prahy prezentoval především mluvčí organizace ROPID Filip Drápal, jemuž podle článku přizvukovala za Dopravní podnik hl. m. Prahy Monika Lojínová, jejíž pozici v DPP článek neuvedl. Projekt měl být spuštěn „asi na konci roku“. Zatím se prý podle Drápala ještě zvažovala, jestli má jít o poslední vůz každé soupravy, anebo jestli má akce fungovat jen některý den v týdnu či hodinu. Podle Lojínové by to mohlo být například v době, kdy pojedou mladí ze školy a ze zaměstnání, anebo třeba každou středu. Zmínila riziko, že by mohly být v soupravě ve špičce čtyři vozy přeplněné, zatímco v pátém by nebyl nikdo. Drápal uvedl, že nezadaných je čím dál více, a uvedl, že autoři akce nikoho do zadávání nenutí a že ani zadané z vagonu nikdo vyhazovat nebude. Propagační článek končí tvrzením, že pražské metro by vzhledem k počtu přepravených cestujících bylo patrně největší seznamkou.
Hned v prvních dnech po ohlášení si nápadu všimlo několik zahraničních médií. Německojazyčný zpravodajský server Tschechien Online tyto vozy nazval Flirt Waggons. Britský The Telegraph prý napsal, že díky zavedení vozů metra pro singles budou nezadaní z Prahy brzy moci najít ve strádání bez lásky spásu. Akci zmiňoval srbský portál Beta. Z pražské přílohy MF Dnes citoval guatemalský portál Prensa Libre, kolumbijský server Terra, panamský La Estrella a uruguayský Montevieo Comm. Slovenský zpravodajský portál Sme.sk převzal do titulku článku tvrzení, že z pražského metra se možná stane největší seznamka světa.
Chilský deník 24horas.cl prý pochopil pražskou zprávu tak, že poslední vagón má být určen pro ty, kdo si přímo v metru chtějí užít sexuální dobrodružství.
V anketě u článku Idnes.cz v květnu 2013 na otázku, zda se lidem líbí tento nápad, bylo 14657 kladných odpovědí a jen 605 záporných.
Na své facebookové stránce DPP uspořádal propagační anketu, v níž se prý více než 80 procent lidí k záměru vyjádřilo kladně, přičemž „dalších“ (sic!) 32 procent uvedlo, že se v metru už seznámili a vzniklo mezi nimi přátelství či dokonce láska. 61 % respondentů v této webové anketě odsouhlasilo tezi, že lidé dnes dávají přednost virtuálnímu navazování mezilidských vztahů před osobní komunikací.
Dopravní aktivista Miroslav Vyka (Svaz cestujících ve veřejné dopravě) na serveru Lidovky.cz uvedl, že se záměr téměř s jistotou nesetká s úspěchem. Hrozilo by podle něj, že by poslední vůz zel prázdnotou, zatímco ostatní by byly přeplněné, nebo že by do vagonu nastupovali pouze partnerky chtiví muži, zatímco ženy by se obávaly pohledů „nadrženců“. Dobíhající lidé by byli znevýhodněni tím, že by do posledního vozu nesměli. Podle Vyky může jít i o snahu odpoutat pozornost od vážných problémů dopravního podniku. Deník Blesk si kladl otázky, kdo by kontroloval, zda je cestující skutečně nezadaný, a jestli by revizoři kvůli tomu museli podstoupit speciální školení.

## Zavedení sobotních komunikačních vagónů
8. listopadu 2013 oznámil oficiální web města Prahy v tiskové zprávě, která byla stylizována jako redakční zpracování přímé řeči radního pro dopravu Jiřího Pařízka a generálního ředitele DPP Jaroslava Ďuriše, že každou sobotu od zahájení do konce provozu se stává prostřední vagon každé soupravy metra na lince A vagonem komunikačním.
Deklarovaným účelem bylo, aby v době, kdy spolu lidé komunikují prostřednictvím telefonů, SMS zpráv, e-mailů a dalších virtuálních komunikačních prostředků, měli k sobě blíž, což článek vložil do úst radnímu pro dopravu. Jako doporučená témata ke konverzaci, kterou si lze vyložit jako seznamovací, generální ředitel uvedl, že si můžete najít partnera, s kterým byste šli na pivo, do divadla, na houby anebo si zaběhat do Stromovky. Leták vyvěšovaný u vstupu do stanic se tázal: „Hledáš životní lásku, přítele na rozhovor, společnost na posezení, kamarády na výlety, spoluhráče na squash nebo třeba spolubydlící?“ Podle iDnes tak reagoval na obavy některých puritánů, že se z metra stane nestydatá seznamka.  Ředitel DPP prezentoval komunikační vozy jako rozšíření původního záměru vytvořit seznamovací vagon pro nezadané. Až po prvním dni akce média citovala tvrzení DPP, že komunikační vagony nebudou sloužit jen nezadaným osobám, jak byl projekt interpretován v počátcích, ale naopak jsou otevřeny všem, tedy školákům, studentům, pracujícím či seniorům bez ohledu na aktuální stav. Generální ředitel ujistil, že tyto vagony nebudou určeny striktně lidem majícím zájem o komunikaci, takže v žádném případě nedojde k narušení kapacity přepravy.
Sobota byla prý vybrána proto, že lidé nespěchají a jsou více nakloněni komunikaci. Linka A byla vybrána proto, že je nejméně vytížená.
Od původní představy, že by mělo jít o poslední vozy souprav, se akce zaměřila na prostřední vozy zřejmě proto, aby nešlo v každém směru jízdy o jiné vozy. Dopravní podnik hl. m. Prahy oproti původním představám však nakonec vůbec nepřipustil, aby na dotčených vozech byla akce jakkoliv vyznačena nebo připomenuta. Jedinou připomínkou měly být každou sobotu ve vestibulech stanic na lince A letáky vyvěšené na tabulové stojany, kterými jsou tyto stanice vybaveny pro případ výlukových opatření. Jediným nákladem na akci tak podle údajného tvrzení generálního ředitele byl tisk plakátků.
Generální ředitel DPP uvedl, že šlo prozatím pouze o pilotní projekt a že DPP bude hodnotit jeho odezvu. Jako prostředek zpětné vazby generální ředitel doporučil facebookovou stránku DPP, která měla sloužit jako prostředek k vyhodnocení celého projektu.

## Ohlasy
Média akci hned po prvním dni hodnotila jako naprostý neúspěch a fiasko. Podle iDnes.cz lidé ani nevěděli, že v „komunikačním vagónu“ vůbec jedou, a tabule u vchodu do stanice si většinou ani nevšimli. Cestující se v těchto vozech chovali zcela běžně, tj. většinou měli na uších sluchátka a v ruce drželi mobilní telefon anebo knížku a nijak výrazně po sobě nekoukali. Do těchto vagonů nastupovaly i rodiny s malými dětmi. Cizinci o akci neměli sebemenší tušení. Jediným rozdílem oproti normálnímu stavu byl v těchto vozech vyšší podíl novinářů, kteří také byli většinou téměř jediní, kdo o akci věděli.
Lidovky.cz také v reportáži uvedly, že cestující o akci neměli ani tušení. I podle Lidovek byl obrázek stejný jako během jiných sobotních dopolední, lidé zadumaní do svých myšlenek si třetí vagon zvolili zcela náhodně a okamžitě po nastoupení hledali po kapsách mobilní telefon. Dokonce i revizor jen mlčky ukazoval odznak při vyžádání jízdních dokladů. Revizor o akci sice něco tušil, ale domníval se že má jít o poslední vůz, jak se původně plánovalo. Komunikační vagóny podle Lidovek zklamaly. Podle redaktorky akce využil pouze náboženský agitátor, který jí na fotoaparát ukázal zadní stranu pohledu s básní o Ježíši.
Web Extra.cz nazval akci s „vagóny lásky“ přímo fiaskem. Příčinou podle něj bylo, že DPP i přes masivní kampaň v médiích podcenil informovanost cestujících, která tak upozorňovala jen smutná cedule u vstupu do metra, kterou prostě každý přehlédne. I podle tohoto webu se cestující chovali jako obvykle. I redaktor Extra.cz referuje o revizorovi, který sám nevěděl, že nemá jít o poslední vůz.
Radní pro dopravu Jiří Pařízek v reakci na novinářské ohlasy uvedl, že výraznější označení přímo na seznamovacích vagonech by bylo příliš drahé. Mluvčí dopravního podniku Aneta Řehková řekla, že vyhodnocovat projekt, který chce DPP sledovat až do konce roku, po pár hodinách by bylo opravdu předčasné, a vyzvala lidi, aby po celou tuto dobu psali své ohlasy prostřednictvím kontaktních formulářů na webu DPP či příspěvků facebookové stránce DPP.
Ředitel kanceláře primátora Hudečka Ondřej Boháč se prý krátce po uvedení komunikačních vagonů do provozu od akce distancoval: „S výslednou formou nemáme mnoho společného. V této podobě to pro nás moc smysluplné není. Nějakou dobu se to musí nechat běžet, pak se uvidí. V zásadě není na škodu, že je to zrovna teď nefunkční, když to ničemu neubližuje. Může se říct, že dopravní podnik udělal mediální humbuk a nafouknutá bublina splaskla.
Rovněž mluvčí ROPIDu Filip Drápal se od výsledné podoby dodatečně distancoval: „V momentě, kdy se ze seznamovacího vagonu stal komunikační, dali jsme od toho ruce pryč. Se změnou názvu souvisela změna konceptu a smysl projektu. V podobě, jaké to je teď, nám to nepřipadalo účelné a vzdálilo se to od původní myšlenky.“ Na původní záměr prý podle něj byla navázána spolupráce se seznamkami. Popovídat si prý lidé mohou i bez speciálních vagonů.
Po třech měsících se k projektu znovu vrátily Lidovky.cz. Podle nich zájem ztratili nejen cestující, ale i ti, kteří projekt prosadili. Ke slibované revizi projektu za tři měsíce provozu sobotních komunikačních vagonů nedošlo. Mluvčí DPP Aneta Řehková  slíbila vyhodnotit podněty a projekt případně změnit, zkušební doba podle ní měla trvat šest měsíců, což si Lidovky.cz vyložily tak, že cedule budou dispečeři nosit k eskalátorům ještě další tři měsíce a pak nafouknutá bublina nejspíš opravdu splaskne a zamete se pod koberec. Přes údajné sliby nebyly zavedeny ani hlasové upoutávky. Na dotazy Lidovek.cz prý žádná ze stran neodpověděla.

## Od léta 2014 – osm vizuálů každý měsíc a prý sobotní aktivity
Po dobu letních prázdnin 2014 prý byl seznamovací vagón, novináři stále nazývaný „vagón lásky“ (není zřejmé, zda již jen jeden), a nově uvnitř ozvláštněn speciální grafikou, se kterou vůz jezdil denně. O sobotách se v něm prý lidé mohli zapojit do různých aktivit, které se konaly v testovacím režimu. Vývoj celého projektu se prý nyní odvíjí především od reakcí a zájmu ze strany cestujících, podle zájmu cestujících se budou přizpůsobovat a průběžně vyhodnocovat. O žádné konkrétní aktivitě se však mluvčí nezmínila. Jako ona „speciální grafika“ byla na ilustrační fotografii z metro.cz vidět čtvrtka papíru nalepená na okně vagónu s ručně načmáraným nápisem propagujícím zřejmě jógu.
V propagačním status na své facebookové stránce 21. října 2014 DPP tvrdí, že komunikační vagón sklízí úspěch u cizinců, a pochlubil se, že připravuje česko-anglické verze vizuálů. Na vystavené fotografii byly v rámečcích ve voze letáky s pestrobarevnými bublinami a nápisy jako „Komunikační vagon“, „You are in a chatting wagon“, „Ask me about the most favourite czech singer“, „Ask me why Czechs don't want to chat in metro“ atd. Zároveň DPP oznámil, že následující den vůz nebude v provozu z důvodu pravidelné revize.
Ještě podle informace z ledna 2015 je komunikační vagón určený každému, kdo si chce cestu v metru zkrátit konverzací se spolucestujícími nebo například navázat nové kontakty. Záměrem prý je, aby komunikační vagon fungoval jako zpestření běžného cestování v pražské MHD, a to i ve spolupráci s neziskovými a zájmovými organizacemi.
V lednu 2015 vydal DPP tiskovou zprávu, v níž, aniž by hodnotil úspěšnost předchozího pojetí, prezentoval pro nejbližší období seznamovací vagon v nové kampani jako vzdělávací zábavně-poučnou výstavu: „Seznamte se s“. Každý měsíc měl vagón přinést v podobě osmi „vizuálů“ v reklamních rámečcích 49 × 49 cm jedno téma, o kterém se cestující dozvědí v českém a anglickém jazyce několik zajímavostí. Tématem pro měsíc leden byla Česká republika, především vznik samostatného českého státu, pojmy Čechy a Česko, prezident republiky, vláda, parlament a vstup země do NATO a Evropské unie. V posledním rámečku je doplňující otázka, na kterou lze odpověď nalézt prostřednictvím QR kódu. Do budoucna zamýšlenými tématy byla například česká historie nebo historie DPP. DPP rovněž uvedl, že dává prostor neziskovým organizacím a iniciativám, které mohou přijít se svými nápady na oživení cestování tímto speciálním vagonem. Komunikačním vagón se měl nacházet každý den jako prostřední vůz jedné ze souprav na lince A.
Komunikační vagon má na webu DPP vlastní stránku v rubrice „Zábava a volný čas“.  Ještě na konci srpna 2016 byl na webu DPP zveřejněn jízdní řád komunikačního vozu platný od 1. června 2016 (ačkoliv se jízdní řád linky A mezitím dvakrát změnil). Jinak však jde o statickou stránku, aktuální témata vizuálů na webu zveřejňována nejsou.